# Użytkownik kluczowy
Użytkownik kluczowy (ang. key user) – użytkownik wiodący w obszarze wybranego modułu funkcjonalnego zintegrowanego systemu informatycznego.
Jego szczególna rola pojawia się na etapie wdrażania systemu informatycznego, kiedy w pierwszej kolejności poddawany jest szkoleniu z ogólnej funkcjonalności wdrażanego systemu, a następnie sam szkoli użytkowników końcowych.